# Vitbok (skrift)
En vitbok, eller ett policydokument, är en skriftlig sammanställning, som med viss auktoritet sammanfattar idéer eller ambitioner inom ett område eller redovisar förevarande skeenden inom ett område. Vitboksbegreppet används inom såväl politiken som inom företagsledning. Motsvarande engelska begrepp, white paper, ibland white book, används även om tekniska rapporter av liknande karaktär som en översiktsartikel (survey paper), som sammanfattar de viktigaste principerna i exempelvis en teknisk standard eller en specifik teknologi.
Svenska Akademiens ordlista definierar vitbok som en ”officiell utgåva av utrikespolitiska dokument” eller ”officiell redogörelse för politisk händelse”. Namnet kommer av att dessa handlingar gavs ett vitt omslag; analogt har det även förekommit till exempel blåböcker.

## Europeiska unionen
Inom Europeiska unionen är en vitbok ett dokument som Europeiska kommissionen presenterar i samband med att den föreslår nya lagar. Processen för att ta fram nya lagförslag består vanligtvis av tre steg. I det första steget presenterar kommissionen en grönbok, som är ett samrådsdokument där idéer och åtgärder presenteras inom ett visst politikområde. Syftet är stimulera diskussion i en viss fråga och att samråda med berörda och intresserade parter innan lagstiftningsbehandlingen kommer i gång. I det andra steget presenterar kommissionen en vitbok där konkreta åtgärder föreslås. Vitboken presenteras för allmänheten samt de lagstiftande institutionerna, Europaparlamentet och Europeiska unionens råd. Om de lagstiftande institutionerna anser att de föreslagna åtgärderna är nödvändiga utarbetar kommissionen ett lagförslag.